# مورچه‌خوار (فیلم)
مورچه خوار فیلمی کمدی و اجتماعی به کارگردانی شاهد احمدلو و نویسندگی مهیار شاهرخی و تهیه کنندگی کیان باباییان محصول سال ۱۳۹۸ است.

## خلاصه داستان
داستان این فیلم حول محور زندگی پوشالی افراد مشهور و سلبریتی‌های اینستاگرامی می‌چرخد و به بررسی حقایق ناگفته فضای مجازی می‌پردازد.

## بازیگران
- نسرین مقانلو
- مهدی کوشکی
- رضا شفیعی‌جم
- لیندا کیانی
- مارال فرجاد
- نیما شاهرخ شاهی
- پژواک ایمانی
- ایمان اشراقی
- شهین تسلیمی
- خاطره حاتمی
- سارا منجزی پور
- مجید شهریاری
- مجید علیزاده
- علی اصغر طبسی
- امیر ابر